# Casa Buonarroti
A Casa Buonarroti é um museu da cidade de Florença, na Itália, dedicado à preservação da memória e da obra de Michelangelo Buonarroti. Está instalado em uma casa que pertenceu ao artista, mas nunca foi ocupada como residência. Foi convertida em museu por seu sobrinho-neto Michelangelo, o Jovem. Em sua coleção se incluem algumas esculturas da fase inicial de Michelangelo, modelos de obras definitivas e uma boa quantidade de seus desenhos, além de peças de outros artistas.
No museu é possível tomar contato com duas famosas peças de relevo esculpidas em mármore do artista em seus primeiros anos: a Madonna Della Scala, que mostra claramente a paixão e inspiração do artista em Donatello, e a Batalha dos Centauros, que ecoam a admiração do artista pela arte clássica.
O edifício exibe coleções de arte raras que incluem pinturas, esculturas e descobertas arqueológicas que são organizadas nos dois andares dos museus. Uma sala especialmente equipada exibe em rotação um pequeno número dos desenhos de Michelangelo.
A importância da Casa Buonarroti vai além da celebração de uma personagem extraordinária como Michelangelo, embora exiba muitas de suas obras e documentos, que cresceram também graças a doações e peças enviadas de outros museus florentinos. As obras nestes quartos compreendem o Crucifixo de Espírito Santo, que os especialistas tendem a atribuir a Michelangelo, e o modelo de madeira para a fachada de San Lorenzo e a Divindade do Rio.
Também é útil lembrar que o museu organiza todos os anos exposições sobre diversos aspectos da vida e da arte de Michelangelo e sobre o patrimônio cultural e artístico da Casa Buonarroti.

## História do Palácio

### Michelangelo e as origens
Michelangelo não nasceu nessa casa, mas em Caprese, na província de Arezzo, quando seu pai, Ludovico Leonardo, embora florentino, se mudou para entrar em um cargo público. Essa não é, então, a única residência habitada por Michelangelo na cidade, ele tinha mais de uma, e, em 1508, ele ainda comprou mais três pequenos edifícios vizinhos pertencentes ao Bonsi. A notícia de que Michelangelo, que morava em Roma, nunca usou esta casa é falsa. Ele estava voltando de Bolonha, quando efetuou a compra, e ainda viu e ficou com o neto Leonardo durante a temporada em San Lorenzo (1516-1534). Em 1514, a propriedade foi ampliada com um porão adjacente ao Hospital Santa Maria Nuova, comprado pelo escultor.
Para provar que Michelangelo residiu na casa, documentos testemunham, e mostram que ele deu as acomodações, em 1525, uma das duas casas principais do complexo; além disso, na declaração relativa ao estabelecimento do décimo Grão-Duque em 1534, Michelangelo denunciou, entre outras coisa, "uma casa na rua Ghibellina, [...] que é para minha habitação". Desde 1539, o edifício principal já não estava conservado, e notou-se no artista, o interesse em melhorar a acomodação para seus parentes, particularmente de seu sobrinho Leonardo, filho de seu irmão mais novo, Buonarroto. O artista esperava que ele continuasse a linhagem. Interessado no casamento do sobrinho com uma mulher do cidadão patrizado, Michelangelo sugeriu antes do matrimônio encontrar uma casa mais "honrada", mas ele concordou em usar o dinheiro que disponibilizou para o sobrinho para reestruturar as casas que já tinha em posse.
Somente em 1553, Leonardo casou com Cassandra de Donato Ridolfi, que um ano depois engravidou, com grande alegria do artista, na época, envelhecendo e residindo há certo tempo em Roma. Cassandra engravidou de novo e deu à luz outro filho em 1554, mas a criança nasceu apenas quatro anos após a morte do pai, em 1568. Em homenagem ao artista, foi chamado de Michelangelo Buonarroti il Giovane. "il Giovane", em italiano, significa "o mais novo".

### A época de Michelangelo B. il Giovane
Na morte de Leonardo, em 1599, as propriedades desse trecho de via Ghibellina (também chamado de "Santa Maria") foram melhoradas e houve a transformação dos edifícios em um único edifício: após a morte do artista, ele deixou para a família um legado muito grande. Os filhos de Leonardo, Buonarroti, o mais velho, e Michelangelo, o mais novo, dividiram as posses: o primeiro ficou com o edifício "novo", para o outro restou a antiga casa da família que não havia sido afetada pela recente renovação, e que logo foi ampliada pela compra de uma terra vizinha. A partir de 1612, Michelangelo il Giovane, começou a construir o palácio como é conhecido hoje, o edifício continua a ser uma documentação de arquivo rara, precisa e detalhada da época.
Il Giovane usou um projeto que incluia duas plantas do próprio Michelangelo e, na decoração interior, celebrou a famosa peça com um programa decorativo preciso.

### O palácio e as futuras gerações
Michelangelo il Giovane morreu sem filhos em 1647. Toda a herança familiar foi para os netos mais novos Leonardo, filho de Buonarroti, e para o irmão mais velho, Sigismondo. Leonardo, que tinha uma admiração absoluta tanto pelo "velho" Michelangelo, quanto pelo trabalho de seu tio "Giovane", quando morreu, em 1684, escreveu um testamento no qual explicitava sobre a manutenção da galeria, dos quartos monumentais, das coleções de arte e da biblioteca da família. Ao impor cláusulas particularmente coercivas, relativas à perda do primado e outros subsídios familiares, caso houvesse troca de terra para venda, alienação, dispersão, concessão ou qualquer outra mudança na casa não melhoria.
Seu filho, Michelangelo, autor de uma descrição preciosa de inventário de todas as propriedades familiares, morreu sem filhos em 1697.Os três irmãos sobreviventes decidiram dar a Filippo o cuidado do palácio: Senador, Auditor, Acadêmico de Crusca, Presidente Perpétuo da Academia Etrusca de Cortona, fez da casa da família um centro de cultura de renome, enriquecido com suas ricas coleções arqueológicas. Com a morte de seus irmãos, que não tiveram filhos, reconstruiu todas as propriedades próximas em um único complexo, passando-o ao único filho, Leonardo. Leonardo, por sua vez, teve quatro filhos, incluindo o famoso Filippo, que participou dos eventos de Revolução Francesa. Quando Leonardo morreu, em 1799, nenhum de seus filhos estava na cidade para cuidar da hereditariedade, e a casa, em um período delicado de ocupação francesa, foi temporariamente confiada às expedições de Santa Maria Nuova, que recolheram um inventário precioso do lugar.
Em 1801, o Buonarroti voltou à ser dono do palácio, especialmente ao ramo de Filippo e depois ao filho Cosimo, que realizou uma restauração entre 1820 e 1823, onde infelizmente perdeu a escada e a "loggetta" do primeiro andar no pátio. A partir de relatórios, com o tempo se aprendeu que os vinte anos de expropriação e abandono da casa haviam sido desastrosos: com exceção da Galeria e dos salões monumentais, os outros quartos estavam em grave deterioração, e apenas a restauração possibilitou a reconstrução da dignidade da casa, habitada novamente por Cosimo e sua esposa Rosina Vendramin.
Foi o próprio Cosimo, provavelmente cumprindo também a vontade de sua esposa, que desapareceu em 1856, para transformar, em 1858, o edifício e as coleções de arte nele contidas em pessoa jurídica (os fatos documentam uma memória já na frente do palácio e hoje, internamente), lançando as bases desse Museu ativo da Casa Buonarroti que ainda gerencia, como fundação, a propriedade. A arbitragem do grande duque Leopoldo II tinha silenci.ado as reivindicações dos filhos das irmãs de Cosimo, que inicialmente reivindicaram parte da herança da família, como o palácio da rua Ghibellina, renunciando-lhes mais tarde.
Em 1950, o edifício foi objeto de uma restauração parcial, mas importante, promovida por Giovanni Poggi e um comitê da cidade, com exceção do segundo andar, que já acolheu o Museu Histórico Topográfico Florentino e que posteriormente foi usado como habitação privada. Foi reaberto ao público em 26 de maio de 1951, mas teve que esperar até 1964, quarto ano de aniversário da morte do artista, para ver o edifício exibindo uma intervenção mais radical promovida pelos Ministérios da Educação Pública, Obras Públicas e dirigido pelo arquiteto Guido Morozzi, com obras adaptadas ao museu e ao fundamento que trouxe (apesar dos projetos feitos nas décadas anteriores para enriquecer o rosto de renome muito simples em relação à riqueza dos interiores) para melhorar a essência do programa. No interior, agora completamente aberto aos inquilinos, entre outras coisas, foi recuperado o décimo sexto salão de entrada (até então dividido por divisórias e corredores) e no último andar uma linda "loggetta" já "tamponata".
Durante o dilúvio, de 4 de novembro de 1966, a estrutura, infelizmente, sofreu danos consideráveis, tornando necessário realizar novas intervenções prontamente até outubro do ano seguinte, afetando os contornos externos e os espaços internos do solo.

## Descrição
O prédio, organizado em três andares para uma extensão de oito eixos, nasceu de uma série de fusões com outras edificações, que atingiram sua forma atual a partir de 1612. A planta mostra janelas emolduradas por módulos de pedra, que descem a bases igualmente em pedra. Na entrada de Via Ghibellina encontra-se um busto de Michelangelo, Clemente Papi e Lodovico Caselli, de 1875, modelado em um famoso retrato de Daniele da Volterra, agora em Bargello. Na cantonata é um escudo com os braços do Buonarroti (em azul, no gêmeo da banda dourada, com a peça de vestuário costurada de Angió, sobre a cabeça de Leone X).
Em 1612, foi inaugurado um importante quintal no interior do edifício, destinado a celebrar um ciclo de afrescos festivos, em particular, para enfeitar a Galeria e os três salões subsequentes, com o envolvimento dos artistas mais importantes ativos em Florença , entre eles Empoli, Giovanni Bilivert, Cristofano Allori, Domenico Passignano, Artemisia Gentileschi, Pietro da Cortona, Giovanni da San Giovanni, Francesco Furini e Jacopo Vignali. O ciclo exalta Michelangelo por meio dos episódios mais significativos de sua vida (Galleria), celebra outros personagens da família (Sala da Noite e Dia), glorifica a cidade de Florença por meio da representação de seus santos (câmara Angioli) e seus ilustres homens (biblioteca).

## Coleção
O exterior do edifício é bastante simples, apenas o portal é ornamentado com um busto de bronze, uma cópia do retrato de Michelangelo feito por Daniele da Volterra e mantido na Galleria dell'Accademia di Firenze.
O principal motivo de interesse é a bela coleção de obras do ilustre escultor coletada pelos descendentes durante os séculos, começando com os filhos de seu irmão (Michelangelo nunca teve filhos). Além de uma coleção arqueológica pouco conhecida com vários materiais no primeiro andar, um busto de Michelangelo é exibido, esculpido por seu amigo Daniele da Volterra; também estão presentes os dois bustos de Cosimo Buonarroti e Rosina Vendramin, de Aristodemo Costoli.
Dentre os quartos ao lado do primeiro andar, um é dedicado aos padrões de cera e bronze utilizados pelo artista (incluindo o do projeto abandonado do Arco da Piazza della Signoria, mais tarde feito por Baccio Bandinelli), enquanto que em outro estão expostos girando os desenhos da vasta coleção do museu.
As pinturas renascentistas foram feitas nos afrescos do século XVII que exaltam a vida e as obras de Michelangelo (particularmente impressionante é a galeria ou o estúdio de Michelangelo il Giovane), ou há obras que documentam a influência do estilo de Michelangelo nos artistas posteriores. Há também um modelo do arnês (um tipo de armadura) que serviu para mover David da Piazza della Signoria para o Museu da Academia em 1872.
Claro, as obras de Michelangelo, em particular, são dois trabalhos de arte interessantes para entender a evolução estilística do mestre: o baixo-relevo fino de Madonna della Scala, o primeiro trabalho documentado de 1490-92, inspirado por Donatello e, acima de tudo, Centauromachia ou Batalha dos Centauros, esculpidos em apenas 16 anos.
A inspiração para este trabalho é veio do baixo-relevo de sarcófagos romanos, mas o forte dinamismo é uma novidade típica de Michelangelo. Já neste início de trabalho, o conhecimento da anatomia é notável e a predileção para mover figuras, que liberam uma grande força expressiva, é notável.
Também está exposto o torso de uma deusa do rio (fusão de metal) e um modelo de madeira do projeto de Michelangelo para a fachada da basílica de San Lorenzo, um projeto nunca realizado.

### Esboços de Michelangelo
O museu mantém a coleção mais rica de esboços de Michelangelo e sua escola. A peça mais importante é o Rio Torso (Torso di Fiume), de tamanho e destinado a ser um modelo para uma estátua já feita para a Nova Sacristia, mas também esboços de dois lutadores ou as mulheres nuas.

## Curiosidade
O nome antigo de Via Michelangelo Buonarroti foi "Via dei Marmi Sudici", como relatado em uma placa de identificação no início da estrada, com referência aos blocos de mármore preto que estavam na rua há anos, esperando o artista, sempre viajando entre Roma e Florença, que os usou para uma de suas obras.